# The Haunted Castle (film din 1921)
The Haunted Castle este un film de groază german din 1921 regizat de F.W. Murnau. Rolul principal este interpretat de actorul Arnold Korff.

## Distribuție
- Arnold Korff – Lord von Vogelschrey, Schloßherr of Vogelöd
- Lulu Kyser-Korff – Centa von Vogelschrey, his wife
- Lothar Mehnert – Count Johann Oetsch
- Paul Hartmann – Count Peter Oetsch
- Paul Bildt – Baron Safferstätt
- Olga Tschechowa – Baroness Safferstätt
- Victor Blütner – Father Faramund
- Hermann Vallentin – Judge of the District Court, retired
- Julius Falkenstein – Anxious gentleman
- Robert Leffler – Master of the household
- Walter Kurt-Kuhle – Servant

## Legături externe
- The Haunted Castle la Internet Movie Database
- The Haunted Castle la Allmovie

1. ↑  Filmportal.de
2. ↑  „The Haunted Castle”, Internet Movie Database, accesat în 16 octombrie 2022
3. ↑  The Haunted Castle